# Ginga com tapioca

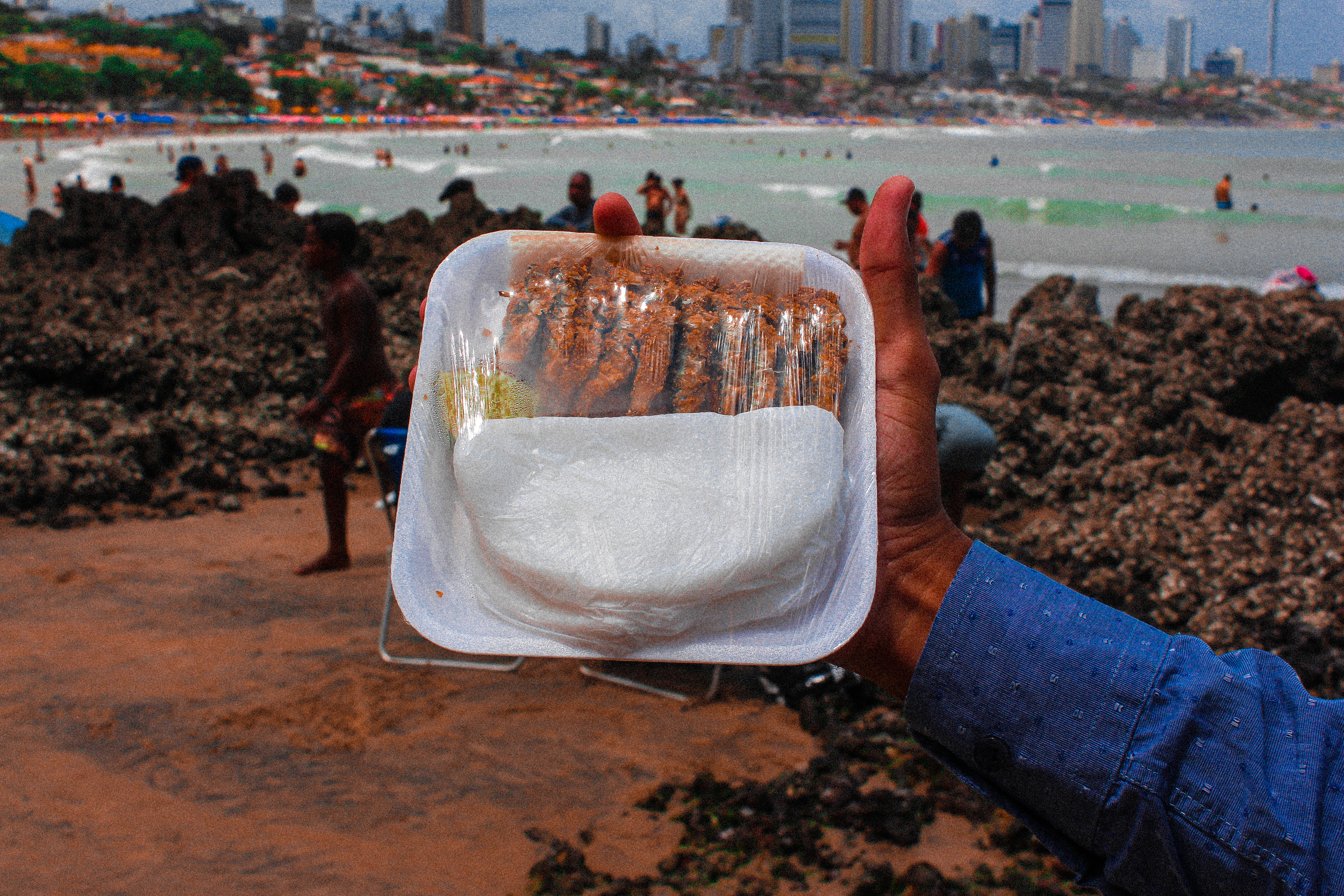
Ginga com tapioca

Ginga com Tapioca é uma iguaria local, uma famosa comida típica do Mercado Público da Redinha e da Praia da Redinha na cidade do Natal, no estado brasileiro do Rio Grande do Norte. A ginga com tapioca consiste em um Peixe que é envolvido em fubá e depois frito com o Óleo de Dendê bem quente e servido com tapioca, uma iguaria regional feita de goma de mandioca.

## História
A origem da ginga com tapioca é atribuída aos pescadores da Praia da Redinha.No Mercado Público da Redinha, no boxe 13, a dona Ivanize Januário dá continuidade ao trabalho da mãe, a dona Dalila, que foi a pioneira em preparar a “ginga com tapioca”. Dona Dalila, que morreu com 68 anos, em 1990, começou a preparar a ginga com tapioca, segundo Ivanize, entre os anos 50 e 60.

## Reconhecimento
Em 19 de dezembro de 2018, a Assembleia Legislativa do Rio Grande do Norte aprovou um projeto de lei, que foi sancionado pelo Governo do Rio Grande do Norte conferindo à ginga com tapioca o título de Patrimônio Cultural do Rio Grande do Norte. Ela, que já era Patrimônio Imaterial da capital desde 2016, agora figura oficialmente como parte da cultura e da história também do estado.